# René Billères
René Sylvain Édouard Billères (Ger, Hautes-Pyrénées 29 augustus 1910 - Lourdes, Hautes-Pyrénées 2 oktober 2004) was een Frans politicus.

## Biografie

### Vroege carrière
Tijdens Billères' studie aan de École Normale Supérieure in Parijs was de latere premier en president Georges Pompidou zijn klasgenoot. De Tweede Wereldoorlog bracht hij grotendeels in Duitse gevangenissen door. Na de oorlog werd hij actief voor de Parti Radical-Socialiste (PRS, Radicaal-Socialistische Partij).

### Politieke carrière
Billères werd in 1946 voor het departement Hautes-Pyrénées (eerste kieskring) in de Nationale Vergadering (Assemblée Nationale). Hij bleef tot 1973 lid van het lagerhuis en was van 1948 tot 1954 voorzitter van parlementaire commissie van Onderwijs. Daarnaast was hij in de periode van 1956 tot 1958 minister van Onderwijs, Jeugd en Sport in de kabinetten-Mollet, Bourgès-Maunoury en Gaillard.
Billères stemde in 1958 voor de terugkeer van generaal Charles de Gaulle. Van 1965 tot 1969 was Billères voorzitter van de Parti Radical-Socialiste. In die functie zette hij zich in voor samenwerking van de nietcommunistische linkse partijen, w.o. de socialistische partij SFIO van Guy Mollet en de UDSR van François Mitterrand. Op aandrang van de laatste kwam de Fédération de la Gauche Démocrate et Socialiste (FGDS, Federatie van Linkse Democraten en Socialisten) in december 1965 tot stand, waar ook de PRS van Billères deel van uitmaakte. In 1972 was Billères betrokken bij de oprichting van de Mouvement des Radicaux de Gauche (MRG), een centrumlinkse afsplitsing van de PRS. Binnen de MRG speelde Billères in de beginjaren een belangrijke rol, zo was hij nauw betrokken bij de oprichting van de Union de la Gauche (Unie van Links) bestaande uit de PS, MRG en de Parti Communiste Français (PCF) dat uitging van een gezamenlijk programma.
In 1974 werd Billères in de Senaat (Sénat) gekozen voor het departement Hautes-Pyrénées en bleef tot 1983 senator. Hij behoorde tot de parlementaire groepering Gauche Démocratique (Linkse Democraten).
Billères overleed op 94-jarige leeftijd.

## Ministerposten
- Minister van Onderwijs, Jeugd en Sport in het kabinet-Mollet (1 februari - 22 juni 1956), het kabinet-Bourgès-Maunoury (22 juni 1956 - 13 juni 1957) en het kabinet-Gaillard (13 juni - 6 november 1957)

## Verwijzing
1. ↑  De tegenwoordige Parti Radical de Gauche

- Bibliothèque nationale de France: cb11467279r (data)
- International Standard Name Identifier: 0000 0000 0078 6446
- Système universitaire de documentation: 146762738
- Virtual International Authority File: 22136025